# Hrid Masarine
Koordinati:   44°20′07″N, 14°35′22″E
Hrid Masarine je majhen nenaseljen otoček v Jadranskem morju.
Pripada Hrvaški.
Masarine ležijo okoli 0,5 km jugozahodno od zaselka Krijal na otoku Premuda. Površina otočka, na katerem je peščena plaža, meri 0,047 km². Dolžina obalnega pasu je 1,71 km. Najvišja točka na otočku doseže višino 6 mnm.